# Geel
Geel és un municipi belga de la província d'Anvers a la regió de Flandes. Limita al nord amb Kasterlee, al nord-est amb Retie, a l'oest amb Olen, a l'est amb Mol, al sud-oest amb Westerlo, al sud amb Laakdal i al sud-oest amb Meerhout.

## Evolució de la població
Font: NIS

## Agermanament
- Tydavnet
- Xanten
- Slatina-Timiş
- uMlalazi